# Henry Thomas Colebrooke
Henry Thomas Colebrooke (ur. 15 czerwca 1765 w Londynie, zm. 10 kwietnia 1837 także) – angielski prawnik i indolog. W 1801 r. został sędzią w Kalkucie. W 1805 r. otrzymał tytuł profesora w dziedzinie prawa indyjskiego i sanskrytu w Fort William College w Kalkucie.

## Publikacje
- 1795: Remarks on the Husbandry and Commerce of Bengal
- 1805: Grammar of the Sanskrit Language, Essay on the Weddas
- 1807: Kosha, Or Dictionary of the Sanscrit Language by Umura Singha with an English Interpretation and Annotations by H.T. Colebrooke
- 1817: Algebra, with Arithmetic and mensuration: from the Sanscrit of Brahmegupta. By Brahmagupta, Bhāsakārācārya
- 1837: Miscellaneous Essays
- 1858: On the Religion and Philosophy of the Hindus